# Tolidomordella
Tolidomordella là một chi bọ cánh cứng trong họ Mordellidae.
Chi này được miêu tả khoa học năm 1950 bởi Ermisch.

## Các loài
Chi này gồm các loài:
- Tolidomordella discoidea (Melsheimer, 1845)
- Tolidomordella fenestrata (Champion, 1891)